# Служба обавештавања и безбедности
Служба обавештавања и безбедности (словен. Varnostno-obaveščevalna služba, VOS) била је илегална борбена организација у служби Централног комитета Комунистичке партије Словеније од 1941. до 1944. године. Првобитно је била одсек унутар Народне заштите, а касније је постала њено руководеће тело.

## Народна заштита
На предлог Централног комитета КП Словеније од септембра 1941. године, Извршни одбор Ослободилачког фронта Словеније и Главни штаб НОПО Словеније, 17. октобра исте године, донели су одлуку о образовању Народне заштите, као једне од компоненти оружаних снага Народноослободилачког покрета.
Народна заштита је имала задатак да штити словеначко становништво од насиља окупатора и да врши саботаже, диверзије и нападе. У градовима је била организована по територијалном принципу, као и по разним установама попут школа и предузећа, а у селима само на територијалном принципу. Народна заштита најбрже се развијала у Љубљани и њеној околини. У граду су њени чланови извршавали диверзије, ликвидирање непријатељских војника и домаћих сарадника. У остатку Словеније, Заштита је штитила становништво од насиља окупатора.
До априла 1942, Народна заштита је имала око десет хиљада људи, од чега је њих 1500 деловало у Љубљани.

## Служба обавештавања и безбедности
Са почетком оружаних акција у оквиру Ослободилачког фронта, почела је да се ствара и Служба обавештавања и безбедности. Када је формирана Народна заштита, ВОС је најпре ушла у њен састав, а касније је постала руководство Заштите. Првобитно је до маја 1943. године илегално деловала у Љубљани.
Ова служба састојала се од две главне службе:
- Обавештајна служба – прикупљала и достављала све податке о живој сили, објектима, средствима, политици, војним и другим акцијама непријатеља
- Служба безбедности – заштита људи, институција, технике и објеката који су служили Народноослободилачком покрету

Служба обавештавања и безбедности укинута је на Првом заседању Словеначког народноослободилачког већа, 19. фебруара 1944. године, и првобитно била у надлежности Председништва СНОВ-а као Одсек за унутрашње послове. Током априла и маја исте године њени кадрови прешли су на Одељење за заштиту народа. Њени водови, чете и батаљони, који су постојали још од раније, прерасли су у Војску државне безбедности, која је дејствовала као оружана снага Главног штаба НОВ и ПО Словеније у борби против петоколонаша и словеначких домобрана. Војска државне безбедности касније је прешла у јединице Корпуса народне одбране Југославије.
За исказане примере храбрости својих припадника и специјалне подвиге у борби против окупатора и квислинга, Служба је одликована Орденом народног хероја.